# Wilder Mann
Le Wilder Mann est une montagne en crête culminant à 2 577 ou 2 579 m d'altitude dans les Alpes d'Allgäu. Il se trouve au nord du Steinschartenkopf et au sud-ouest du Bockkarkopf. Sur le flanc oriental, le chemin de Heilbronn (de) permet d'atteindre facilement son sommet.
À l'ouest, la crête amène à la base du Wildes Männle, formation rocheuse autrefois haute de 30 m, dont il ne reste plus que la base depuis sa destruction durant un orage le 8 mai 1962.
Au sud-ouest de la montagne, se trouve une grotte de 120 m de profondeur, de 40 m de hauteur, dont l'entrée est accessible après une escalade facile.